# Grumman F9F Panther
El Grumman F9F Panther és un dels primers avions de combat navals a reacció de la Marina dels Estats Units.

## Disseny i desenvolupament
El primer prototip del Panther va volar el 21 de novembre de 1947, al comandament hi havia el pilot de proves Corky Meyer. Els motors de reacció dissenyats als Estats Units en aquell moment, com l'Allison J33 i el Westinghouse J34, tenien una baixa fiabilitat. Per això la marina dels Estats Units va demanar que s'utilitzés el turbojet britànic Rolls-Royce Nene, que a més era més potent amb 22,2 kN d'empenyiment. Aquest motor seria produït sota llicència a Pratt & Whitney amb la designació J42. Com que els dipòsits del buc i ales eren insuficients es va optar per muntar un dipòsit de combustible fix a cada extrem alar. Això també va millorar la capacitat de gir de l'avió.

## Variants
XF9F-2

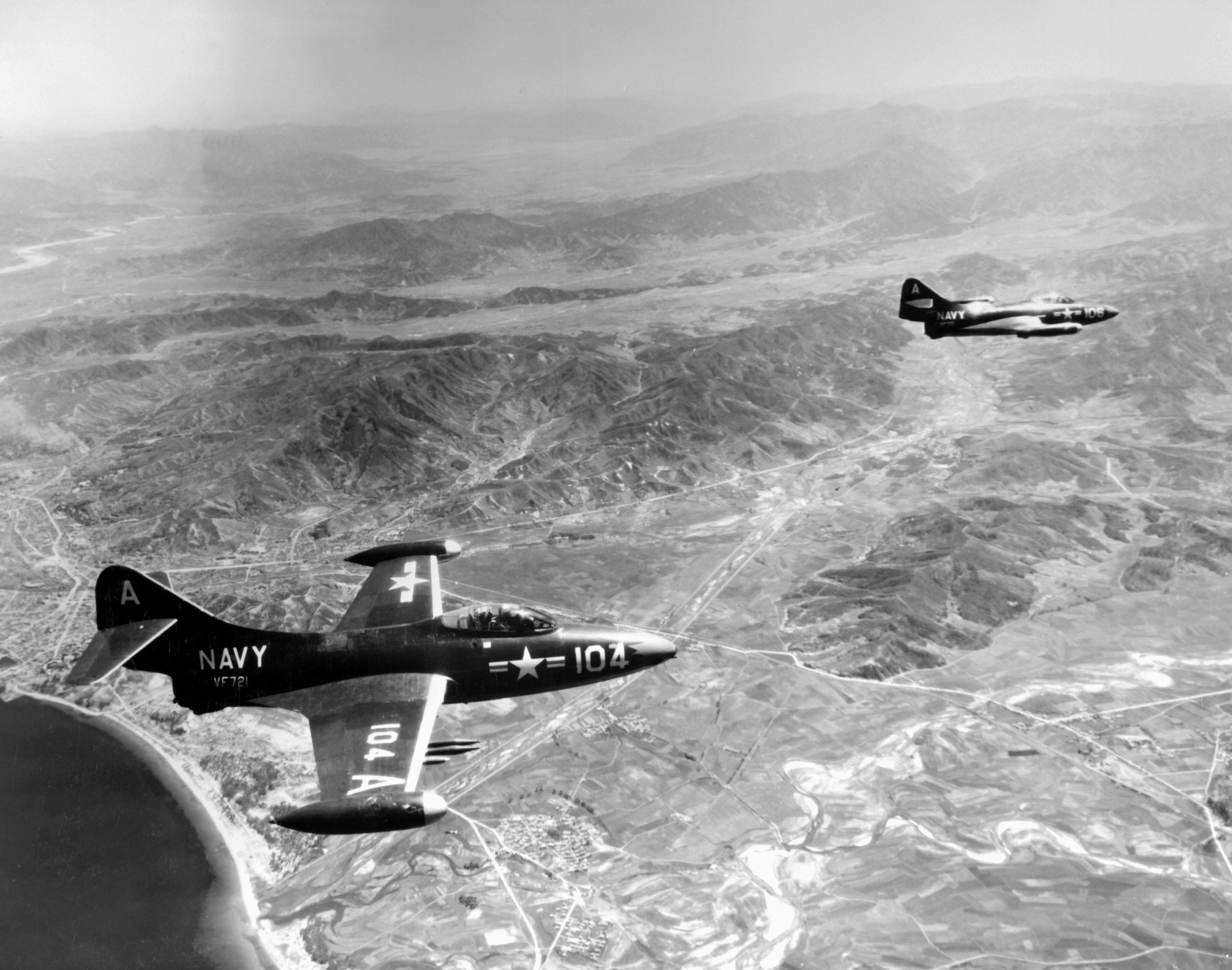
Dos F9F-2B a Corea.

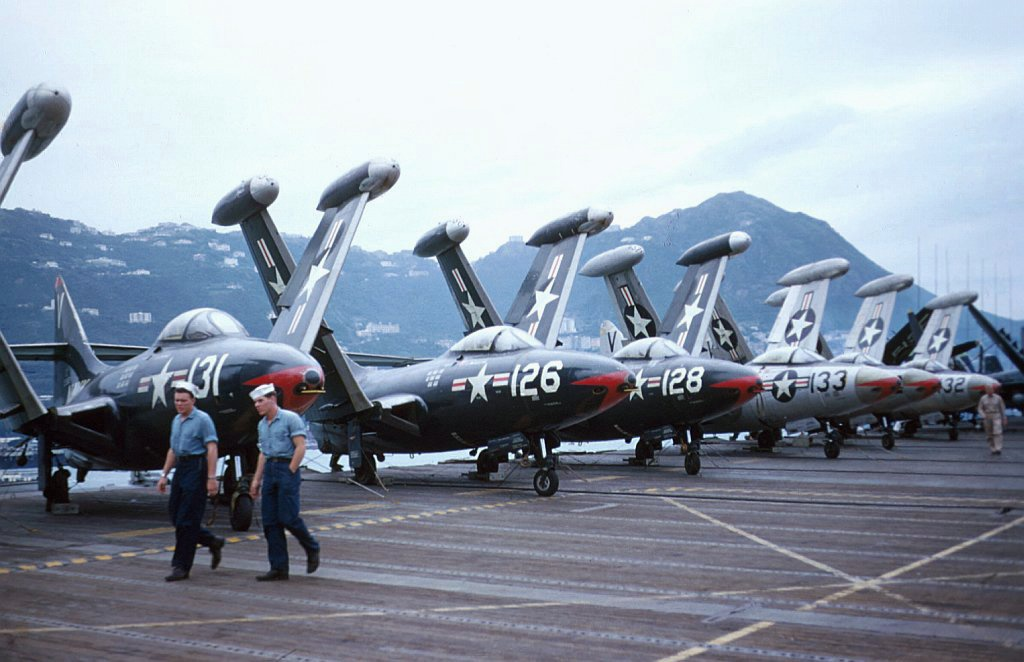
F9F-5 of VF-111 al portaavions Lake Champlain (CV-39) el 1953.

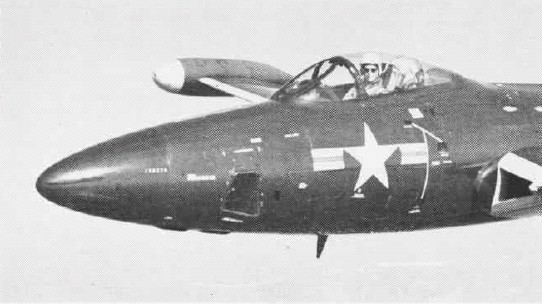
F9F-5P, variant de reconeixement aeri.

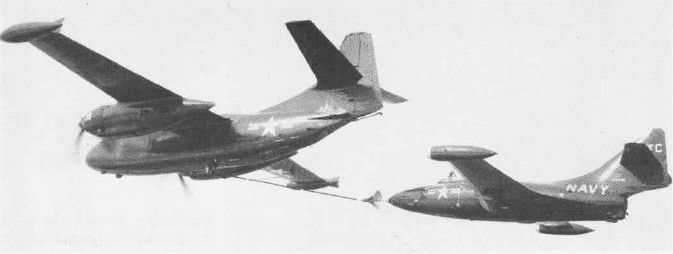
F9F durant les proves de proveïment en vol.

Prototips, només se'n van fabricar dues aeronaus.
F9F-2
Primera versió de producció, propulsada per un motor de reacció Pratt & Whitney J42, 567 aeronaus fabricades.
F9F-2B
Versió modificada amb suports alars per a coets i bombes. Tots els avions de la versió F9F-2 hi van ser modificats.
F9F-2P
Versió desarmada de reconeixement aeri. Versió utilitzada a Corea amb 36 aeronaus fabricades.
XF9F-3
Prototip de l'F9F-3, només se'n va fabricar un.
F9F-3
Versió propulsada pel motor Allison J33, com a "pla B" per si fallava el desenvolupament del nou motor J42. Se'n van fabricar 54, tots van ser remotoritzats amb el J42 i la versió redesignada a F-9B l'any 1962.
XF9F-4
Dos prototips per al desenvolupament de la versió F9F-4.
F9F-4
Versió amb un fuselatge més llarg, amb major capacitat de combustible, i propulsada pel motor J33 (tot i que la majoria serien remotoritzats amb el J42). Versió redesignada F-9C el 1962, 109 caces encarregats però acabats en la versió F9F-5.
F9F-5
Variant de l'F9F-4 però propulsada amb el motor Pratt & Whitney J48, 616 fabricats. Redesignada a F-9D el 1962.
F9F-5P
Versió desarmada de reconeixement aeri, 36 avions fabricats. Va ser redesignada com a versió RF-9D el 1962.
F9F-5K
Després de la retirada del servei operatiu diversos F9F-5 van ser convertits en avions teledirigits per a ser destruïts en entrenament. Redesignada a QF-9D el 1962.
F9F-5KD
Versió per al control de drons objectiu F9F-5K. Redesignada a DF-9E el 1962.

## Operadors
Argentina
- Armada Argentina

 Estats Units
- United States Navy
- United States Marine Corps

## Especificacions (F9F-5 Panther)

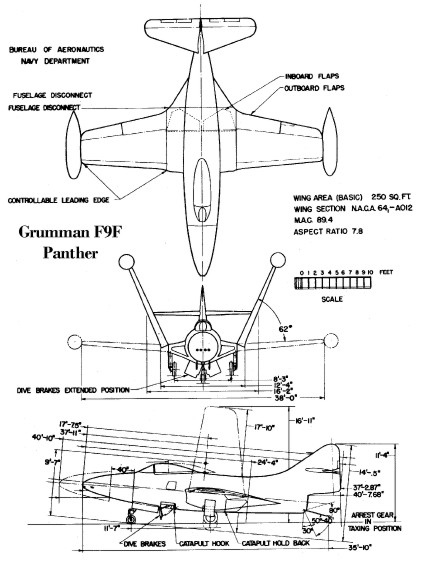
Visió esquemàtica d'un F9F Panther.

Dades de United States Navy Aircraft since 1911
Característiques generals
- Tripulació: 1
- Longitud: 11,8 m
- Envergadura: 11,6 m
- Alçada: 3,7 m
- Pes buit: 4.603 kg
- Pes carregat: 8.492 kg
- Motor: 1× turbojet Pratt & Whitney J48-P-6A , 27,8 kN

 Rendiment 
- Velocitat màxima: 932 km/h
- Velocitat de creuer: 774 km/h
- Sostre de servei: 13.045 m
- Ràtio d'ascens: 25,86 m/s

Armament

- Metralladores: 4 canons automàtics de calibre 20x110 mm AN/M3, amb 190 cartutxos cadascun (760 en total)

## Cultura popular
L'avió de combat F9F Panther apareixia a la pel·lícula Els ponts de Toko-Ri produïda el 1954 i ambientada en la Guerra de Corea. Els protagonistes ere William Holden, Grace Kelly, Mickey Rooney i Fredric March.
A la pel·lícula de 1990 La caça de l'Octubre Roig, s'utilitzen imatges reals d'un F9F, estavellant-se al portaavions USS Midway (CV-41), representat un F-14A Tomcat.

### Recursos online
- ; Rivas, Santiago«Grumman Panther en Argentina» (en castellà).   Instituto Aeronaval, 22-12-2008. Arxivat de l'original el 29 octubre 2014.
- «CAZA BOMBARDEROS DE LA AVIACION NAVAL - Grumman F9F-2 Panther» (en castellà).   FUNDACION HISTARMAR.